# هیواستون (ویرجینیای غربی)
هیواستون (به انگلیسی: Hugheston) یک منطقهٔ مسکونی در ایالات متحده آمریکا است که در شهرستان کاناوا، ویرجینیای غربی واقع شده‌است. هیواستون ۵۶۹ نفر جمعیت دارد و ۱۹۳٫۸۶ متر بالاتر از سطح دریا واقع شده‌است.